# Pawlo Olijnyk
Pawlo Olijnyk (ukrainisch Павло Станіславович Олійник; * 21. Februar 1989 in Chmelnyzkyj) ist ein ukrainischer Ringer. Er wurde 2013 Europameister und gewann bei den Weltmeisterschaften 2013 und 2015 jeweils im freien Stil im Halbschwergewicht Bronzemedaillen.

## Werdegang
Pawlo Olijnyk begann im Jahre 1997 als Jugendlicher mit dem Ringen. Er konzentriert sich auf den freien Stil. Er ist Angehöriger des Sportclubs CSKA Chmelnizki und seine Trainer waren bisher Nikolai Taradai, Alexander Panikar und Grigori Danko, der ihn seit 2012 betreut. Der blonde Athlet ist Student und ringt bei einer Größe von 1,89 Metern im Halbschwergewicht, der Gewichtsklasse bis 96 kg Körpergewicht.
Die internationale Laufbahn von Pawlo Oleinik begann im Jahre 2006 bei der Junioren-Europameisterschaft (Altersgruppe Cadets). Er belegte dabei in der Gewichtsklasse bis 76 kg den 2. Platz. Im Finale unterlag er dabei dem Russen Nikolai Kortojew. Auch in den folgenden Jahren nahm er regelmäßig an den internationalen Juniorenmeisterschaften teil. Ein Medaillengewinn gelang ihm dabei aber nur noch bei der Junioren-Europameisterschaft 2009 in Tiflis. Er belegte dort im Halbschwergewicht hinter Jamaladdin Magomedow, Aserbaidschan und Dibir Dschalilow, Russland, einen 3. Platz.
2010 startete er erstmals bei einer internationalen Meisterschaft bei den Senioren. Er verlor dabei in Baku im Halbschwergewicht gleich seinen ersten Kampf gegen Nicolae Ceban aus Moldawien und landete auf dem 10. Platz. 2011 wurde er auch bei der Europameisterschaft in Dortmund eingesetzt. Er gewann dort mit Siegen über Mihai Taranteanu, Rumänien und Kamil Skaskiewicz, Polen, einer Niederlage gegen Wladislaw Baizajew, Russland und einem Sieg über Hamza Köseoglu, Türkei, eine Bronzemedaille und damit seine erste internationale Medaille im Seniorenbereich.
2012 konnte er sich in der Ukraine in seiner Gewichtsklasse nicht durchsetzen. Er kam in diesem Jahr deswegen zu keinen Einsätzen bei den internationalen Meisterschaften, also auch nicht bei den Olympischen Spielen dieses Jahres in London. Für die Ukraine startete in diesem Jahr sowohl bei der Europameisterschaft als auch bei den Olympischen Spielen Waleri Andriizew und belegte bei beiden Veranstaltungen den 2. Platz.
2013 wurde Pawlo Oleinik bei der Europameisterschaft in Tiflis eingesetzt. Er konnte dort voll überzeugen und mit Siegen über Ljuben Iliew, Bulgarien, Josef Jaloviar Slowakei, Egson Schala, Albanien und Kamil Skaskiewicz neuer Europameister werden. Im September 2013 war er auch bei der Weltmeisterschaft in Budapest am Start. Er besiegte dort Wratislaw Chotas, Tschechien, Ljuben Iliew und Nicolae Ceban, Moldawien, verlor aber im Halbfinale gegen den Weltmeister von 2011 Reza Yazdani aus dem Iran ziemlich deutlich nach Punkten (1:8). Im Kampf um eine WM-Bronzemedaille ließ er dem Georgier Dato Kerashwili aber beim 9:2 Punktsieg keine Chance.
Bei der Europameisterschaft 2014 in Vantaa erreichte Pawlo Oleinik im Halbschwergewicht den 5. Platz. Nach zwei gewonnenen Kämpfen verlor er dort gegen Chetag Gasjumow aus Aserbaidschan und in der Trostrunde im Kampf um eine Bronzemedaille auch gegen Iwan Jankouski aus Weißrussland. Bei der Weltmeisterschaft dieses Jahres wurde er nicht eingesetzt.
Sein nächster Start bei einer internationalen Meisterschaft war dann der bei der Weltmeisterschaft 2015 in Las Vegas. Er gewann dort im Halbschwergewicht, nachdem er seinen ersten Kampf gegen Kyle Snyder aus den Vereinigten Staaten verloren hatte, mit Siegen in der Trostrunde über Radoslaw Baran, Polen, Jose Daniel Diaz Robertti, Venezuela und Abbas Tahan, Iran, eine Bronzemedaille.

## Internationale Erfolge
| Jahr | Platz | Wettbewerb                                      | Gewichtsklasse | Ergebnisse |
| 2006 | 2.    | Junioren-EM (Cadets)                            | bis 76 kg      | hinter Nikolai Kortojew, Russland, vor Oleg Pometco, Moldawien und Muharrem Ersahin, Türkei                                                                                        |
| 2007 | 7.    | Junioren-WM in Peking                           | Mittel         | Sieger: Abdul Ammajew, Usbekistan vor Ansor Urischew, Russland und Beka Tschelidse, Georgien                                                                                       |
| 2008 | 3.    | Intern. "Freidenfelds"-Juniorenturnier in Riga  | Mittel         | hinter Koloi Kortojew, Russland und Tornike Swanidse, Georgien |
| 2008 | 8.    | Junioren-EM in Kosice                           | Mittel         | Sieger: Tornike Swanidse, Georgien vor İbrahim Bölükbaşı, Türkei und Gabriel Sereghely, Deutschland                                                                                |
| 2008 | 18.   | Junioren-WM in Istanbul                         | Mittel         | nach einer Niederlage gegen İbrahim Bölükbaşı |
| 2009 | 3.    | Junioren-EM in Tiflis                           | Halbschwer     | hinter Jamaladdin Magomedow, Aserbaidschan und Dibir Dschalilow, Russland, gemeinsam mit Josef Jaloviar, Slowakei                                                                  |
| 2009 | 8.    | Junioren-WM in Ankara                           | Halbschwer     | nach einem Sieg über Valenzuela Erik Liera, Mexiko und einer Niederlage gegen Tyrell Marcell Fortune, USA                                                                          |
| 2010 | 4.    | Welt-Cup in Moskau                              | Halbschwer     | hinter Chetag Gasjumow, Aserbaidschan, Reza Yazdani, Iran und Georgi Ketojew, Russland                                                                                             |
| 2010 | 10.   | EM in Baku                                      | Halbschwer     | nach einer Niederlage gegen Nicolae Ceban, Moldawien |
| 2011 | 3.    | EM in Dortmund                                  | Halbschwer     | nach Siegen über Mihai Turculeanu, Rumänien und Kamil Skaskiewicz, Polen, einer Niederlage gegen Wladislaw Baizajew, Russland und einem Sieg über Hamza Köseoglu, Türkei           |
| 2012 | 9.    | Intern. Turnier in Kiew                         | Halbschwer     | Sieger: Waleri Andriizew, Ukraine vor Alen Sassejew, Ukraine und Elisbar Odikadse, Georgien                                                                                        |
| 2012 | 3.    | Schwarz-Meer-Turnier in Odessa                  | Halbschwer     | hinter Alen Sasajew und Nicolae Ceban |
| 2012 | 3.    | Intercontinental-Cup in Chassavyurt             | Halbschwer     | hinter Juri Belonowski, Russland und Elsibar Odikadse |
| 2012 | 3.    | "Moscow-Lights"                                 | Halbschwer     | hinter Schamil Achmedow und Juri Belonowski, beide Russland |
| 2013 | 12.   | "Iwan-Yarigin"-Golden-Grand-Prix in Krasnojarsk | Halbschwer     | Sieger: Waldislaw Baizajew vor Ansor Boltukajew, beide Russland |
| 2013 | 3.    | Intern. Turnier in Kiew                         | Halbschwer     | hinter Chadschimurad Gazalow und Ewgeni Kolomiez, beide Russland |
| 2013 | 1.    | EM in Tiflis                                    | Halbschwer     | nach Siegen über Ljuben Iliew, Bulgarien, Joseg Jaloviar, Slowakei, Egson Schala, Albanien und Kamil Skaskiewicz, Polen                                                            |
| 2013 | 2.    | Universiade in Kasan                            | Halbschwer     | hinter Abdussalam Gadissow, Russland, vor Dordschchandyn Chuderbulga, Mongolei und Alichan Jumajew, Kasachstan                                                                     |
| 2013 | 2.    | "Wacław-Ziółkowski"-Memorial in Spała           | Halbschwer     | hinter Taimuras Tigijew, Kasachstan und vor James Bergman, USA und Batraz Garajew, Russland                                                                                        |
| 2013 | 3.    | WM in Budapest                                  | Halbschwer     | nach Siegen über Wratislaw Chotas, Tschechien, Ljuben Iliew und Nicolae Ceban, Moldawien, einer Niederlage gegen Reza Yazdani, Iran und einem Sieg über Dato Keraschwili, Georgien |
| 2013 | 3.    | Golden-Grand-Prix in Baku                       | Halbschwer     | hinter Chetag Gasjumow und Scharif Scharifow, beide Aserbaidschan |
| 2014 | 3.    | Takhti-Cup in Teheran                           | Halbschwer     | hinter Hamed Talebizarrinkamar und Abbas Tahan, beide Iran |
| 2014 | 5.    | EM in Vantaa/Finnland                           | Halbschwer     | nach Siegen über Simas Norkus, Litauen und Edgar Janokjan, Armenien und Niederlagen gegen Chetag Gasjumow und Iwan Jankowski, Weißrussland                                         |
| 2014 | 5.    | "Ali-Alijew"_Turnier in Machatschkala/Russland  | Halbschwer     | Sieger: Juri Belonowski, Russland vor Scharif Scharifow |
| 2014 | 5.    | Golden-Grand-Prix in Baku                       | Halbschwer     | Sieger: Chetag Gasjumow vor Waleri Andriizew, Ukraine |
| 2015 | 3.    | Großer Preis von Paris                          | Halbschwer     | hinter Scharif Scharifow und Mohammad Hossei Askari Mohammadian, Iran |
| 2015 | 5.    | "Alexander-Medwed"-Preis in Minsk               | Halbschwer     | Sieger: Chetag Gasjumow vor Scharif Scharifow |
| 2015 | 2.    | "Stjepan-Sargisjan"-Turnier in Erewan           | Halbschwer     | hinter Mohammad Hossei Askari Mohammadian |
| 2015 | 3.    | WM in Las Vegas                                 | Halbschwer     | nach einer Niederlage gegen Kyle Snyder, USA und Siegen über Radoslaw Baran, Polen, Jose Daniel Diaz Robertti, Venezuela und Abbas Tahan, Iran                                     |
| 2015 | 3.    | Welt-Militär-Spiele in Mungyeong/Südkorea       | Halbschwer     | hinter Chadschimurad Gazalow, Russland und Chuderbulga Dorjchand, Mongolei |

Erläuterungen
- alle Wettkämpfe im freien Stil
- WM = Weltmeisterschaft, EM = Europameisterschaft
- Mittelgewicht, bis 84 kg, Halbschwergewicht, bis 96 kg Körpergewicht (bis 31. Dezember 2013); sei 1. Januar 2014 Halbschwergewicht bis 97 kg Körpergewicht